# Bruce Mather
Bruce Mather (født 9. maj 1939 i Toronto, Canada) er en canadisk komponist og pianist.
Mather studerede komposition og musikteori på Royal Conservatory (1952-1957) i Toronto hos bl.a. John Weinzweig og Oskar Morawetz. Studerede videre på Konservatoriet i Paris (1959-1961) hos bl.a. Darius Milhaud og Olivier Messiaen.
Han hører til de vigtige modernister i den klassiske musik, specielt inden for Mikrotonal musik.
Mather har komponeret orkesterværker, kammermusik, scenemusik, elektronisk musik, klaverværker, korværker, vokalmusik etc.
Han er inspireret af Alois Haba og Darius Milhaud. Sidstnævnte var hans mentor og store forbillede.

## Udvalgte værker
- Symfonisk ode - for orkester
- Klaverkoncert - for klaver og kammerorkester
- Madrigal IV - for sopran, fløjte, klaver og bånd
- Til ofrene for Vendée-krigen (1793) - for valdhorn, 2 klaverer og bånd
- Elegi - for altsaxofon og strygeorkester
- Stort Orkester - for orkester